# Рубио, Хуан
Хуан Рубио-и-Беллвер (исп. Joan rubio y Bellver; каталанское произношение: [ʒuˈan ruβiˈo]; 24 апреля 1870 — 30 ноября 1952) — испанский архитектор, известный своим вкладом в движение каталонского модернизма.

## Биография
Рубио родился в Реусе, провинция Таррагона. Он был братом военного инженера Марии Рубио-и-Беллвер и дядей архитектора Николау Мария Рубио-и-Тудури и инженера Сантьяго Рубио-и-Тудури.
Ученик Антонио Гауди, он сотрудничал с ним до 1905 года над такими произведениями, как Саграда Фамилия, Дом Бальо, Дом Кальвет, Башня Беллесгард и Парк Гуэль в Барселоне, участвовал в восстановлении Пальмского собора и Колонии Гуэль (фабричный городок) в Санта-Колома-де-Сервельо, где Рубио построил здание сельскохозяйственной кооперации вместе с Францеском Беренгером в 1900 году, а также два частных дома: Ca l’Ordal (1894) и Ca l’Espinal (1900).
Рубио также был советником в городском совете Барселоны (1905) и был назначен архитектором провинции Барселона (1906—1943) провинциальным советом Барселоны. Его архитектура также широко распространена на Балеарских островах, например, в северном городе Сольер на Майорке, где он спроектировал фасад церкви Сан-Бартомеу (1904 г.), а также Банк Сольера (1912 г.), примечательными своими сложными изделиями из железа.

## Галерея

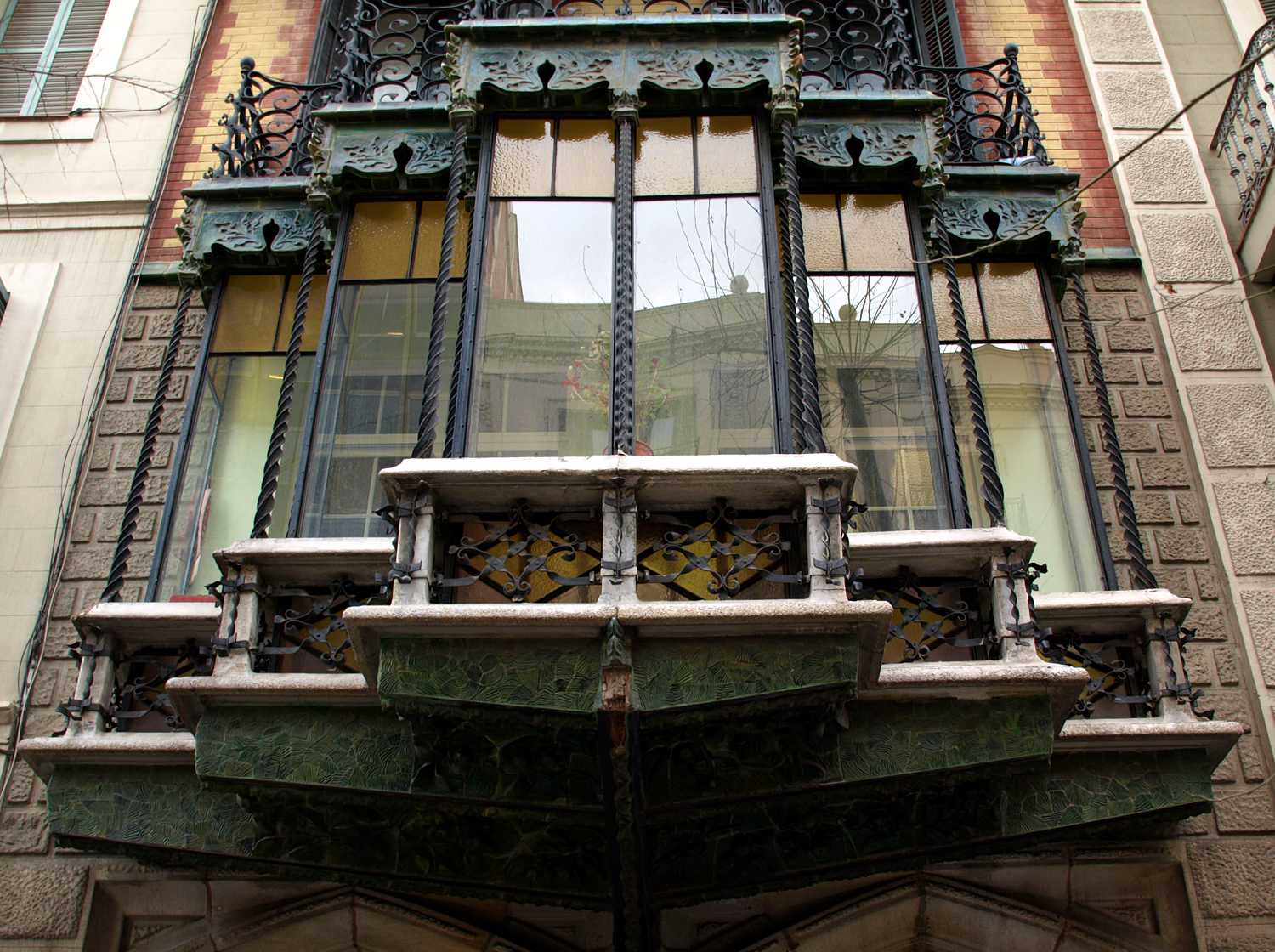
Эркер на Доме Помара.
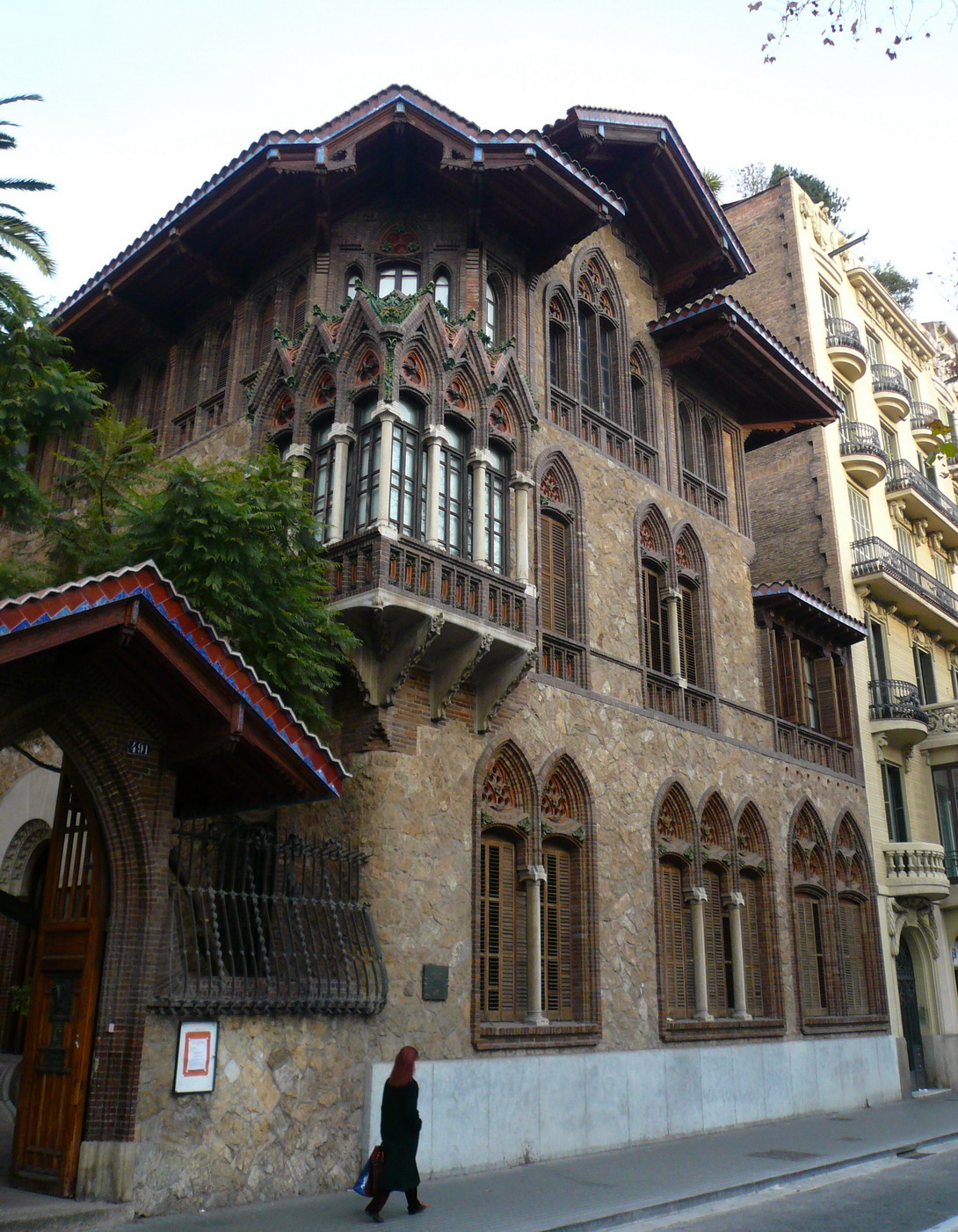
Дом Golferichs
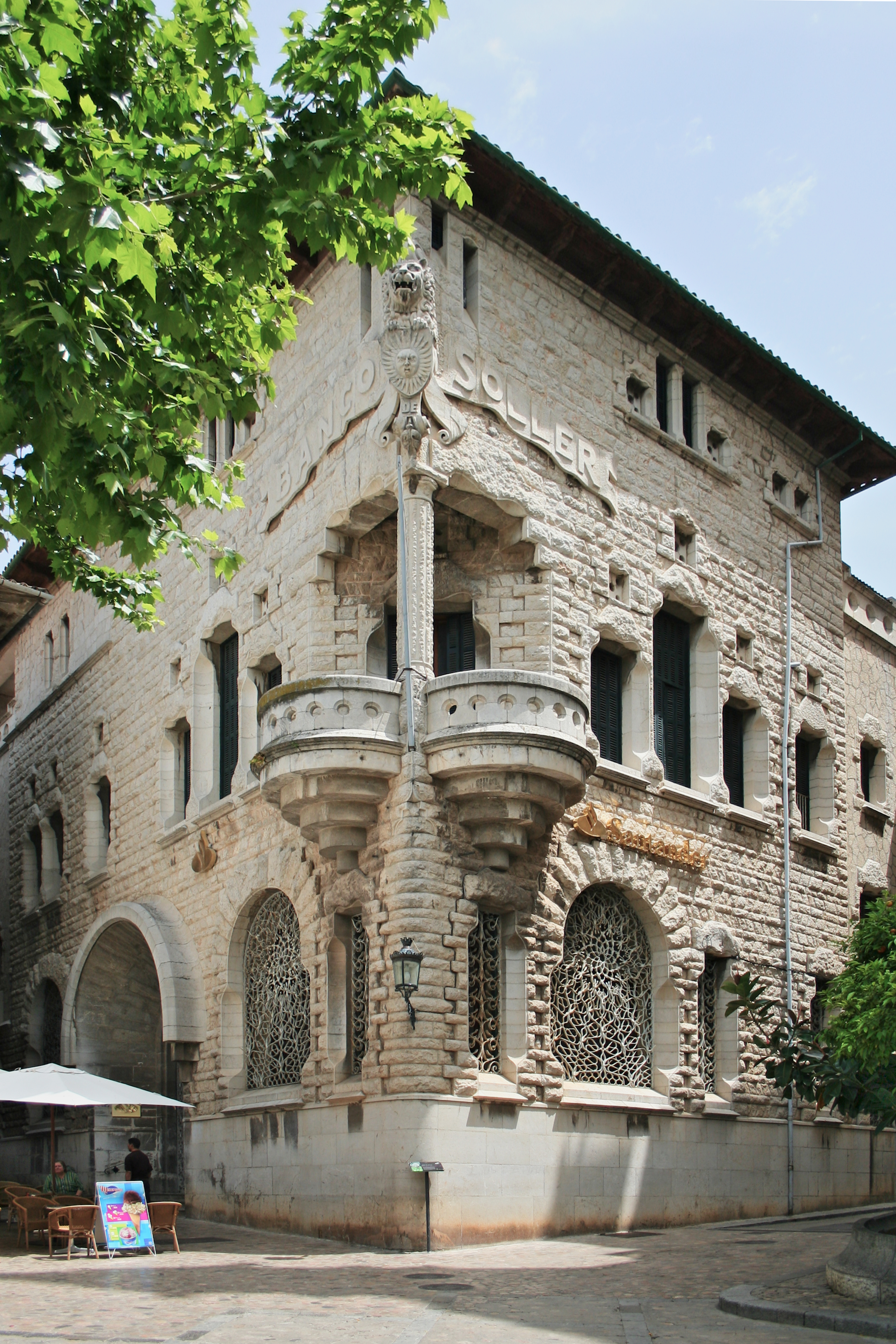
Банк Сольера.
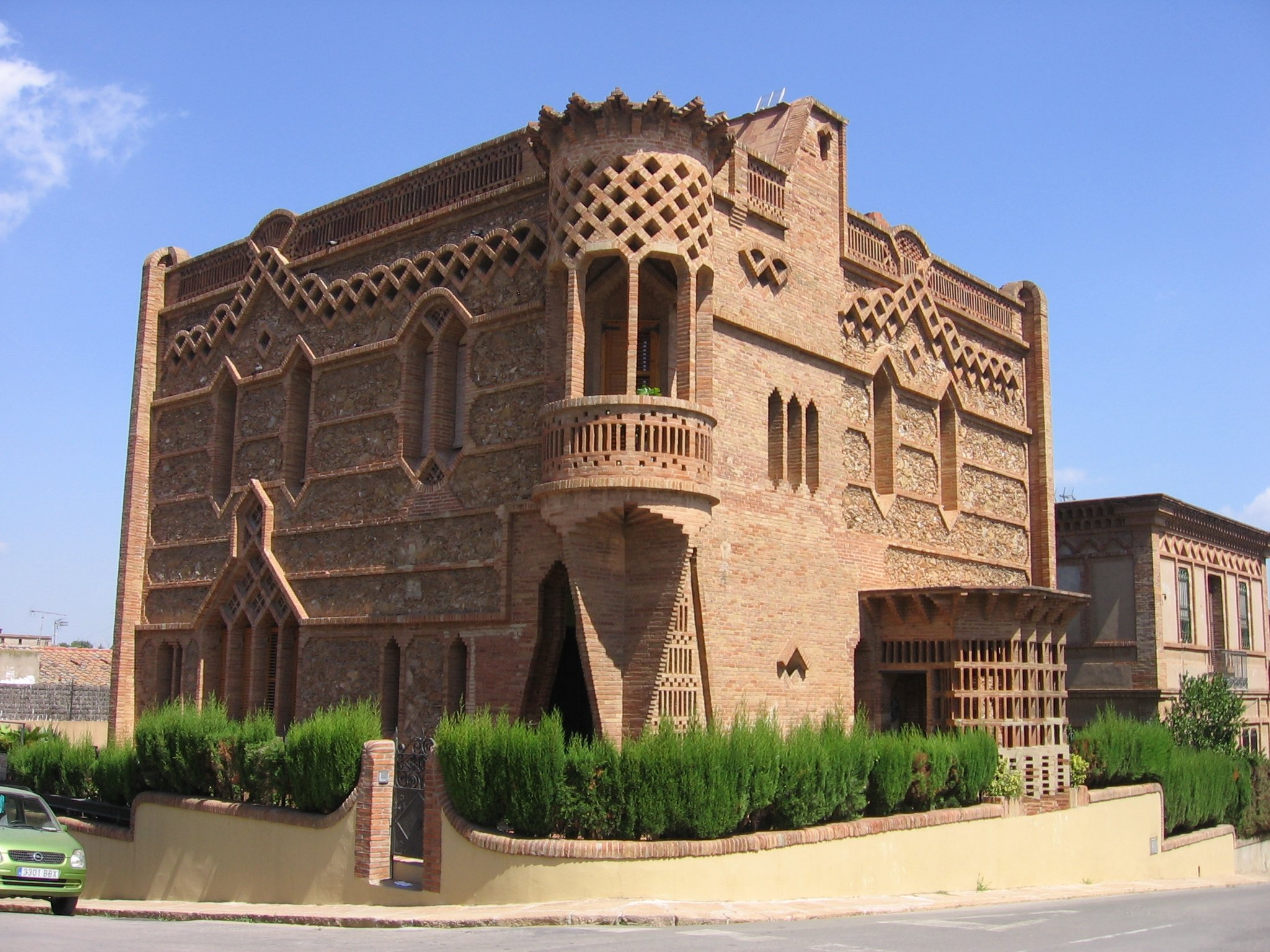
Ca l'Espinal, частный дом в Колония Гуэль